# Berufsverkehr
Der Berufsverkehr ist ein Fahrtzweck, der die Fahrten mit Verkehrsmitteln zwischen Wohnung und Arbeitsstätte und umgekehrt umfasst, wobei Hin- und Rückreise innerhalb eines Zeitraumes von 24 Stunden stattfinden müssen.

## Allgemeines
Neben dem Berufsverkehr gehören zu den Fahrtzwecken auch der Ausbildungsverkehr (Schülerverkehr), Einkaufsverkehr, Freizeitverkehr, Geschäfts- und Dienstreiseverkehr und Urlaubsverkehr. Fahrten zur betrieblichen Ausbildungsstätte und zur Berufsschule gehören zum Berufsverkehr, nicht jedoch die von der Arbeitsstätte ausgehenden beruflich bedingten Fahrten innerhalb der Arbeitszeit (Dienstreisen).

## Rechtsfragen
In § 43 Nr. 1 PBefG ist der Rechtsbegriff Berufsverkehr legaldefiniert als die „regelmäßige Beförderung von Berufstätigen zwischen Wohnung und Arbeitsstelle“ im Rahmen der Sonderformen des Linienverkehrs. Das Gesetz geht hierbei davon aus, dass die abschließend aufgezählten Sonderformen andere Fahrgäste von der Beförderung ausschließen. Gleichzeitig wird klargestellt, dass im Rahmen des Gelegenheitsverkehrs die Personenbeförderung im Kraftfahrzeug kein Linienverkehr ist (§ 46 PBefG).

## Wirtschaftliche Aspekte
Der Begriffsinhalt des Berufsverkehrs wird in der Umgangssprache oft erweitert auf den Gütertransport etwa durch Speditionen, der jedoch zum Güterverkehr gehört. Gemeinsam ist beiden, dass Berufs- und Güterverkehr zur Hauptverkehrszeit zusammentreffen. Dagegen ist der Arbeitsweg der Pendler ein typischer Bestandteil des Berufsverkehrs. Alle Verkehrsmittel können zum Berufsverkehr benutzt werden, wobei sich die Verkehrsplanung um die Auswertung des Modal Split bemüht.
Der Berufsverkehr ist ein wichtiger Bestandteil des Individualverkehrs und weist nach dem Urlaubs- und Freizeitverkehr den zweithöchsten Anteil am Personenverkehrsaufwand (gemessen in Personenkilometer) auf:
| Personenverkehrsaufwand nach Fahrzweck (in Milliarden Personenkilometern) | 2003   | 2017   |
| ------------------------------------------------------------------------- | ------ | ------ |
| Urlaubs- und Freizeitverkehr                                              | 43,6 % | 38,9 % |
| Berufs- und Ausbildungsverkehr                                            | 20,4 % | 20,5 % |
| Einkaufsverkehr                                                           | 17,2 % | 15,8 % |
| Geschäfts- und Dienstreiseverkehr                                         | 12,5 % | 20,2 % |
| Begleitfahrten                                                            | 5,2 %  | 4,6 %  |

Für eine Vielzahl von Fahrten gibt es keine Parallelität von Hin- und Rückfahrt, etwa bei „Dreiecksfahrten“ zwischen der Wohnung zur Arbeitsstätte, von dort zum Einkaufen und dann erst zurück zur Wohnung. Das gilt auch für den Urlaubsverkehr, wenn ein Arbeitnehmer erst von seiner Wohnung zur Arbeitsstätte fährt, um dort den letzten Arbeitstag vor seinem Urlaub zu verbringen und nach der Arbeitszeit unmittelbar die Urlaubsreise antritt. Weicht ein Arbeitnehmer von seinem Arbeitsweg ab, um private Einkäufe zu erledigen und kehrt dann zum Arbeitsweg zurück, ist dies Einkaufsverkehr und bei der gesetzlichen Unfallversicherung ein Abweg, der bei einem Wegeunfall nicht versichert ist.

## Verkehrsplanung
Die verschiedenen Fahrtzwecke sind Erkenntnisobjekt der Verkehrsplanung, weil je nach Fahrtzweck die Bereitschaft, beispielsweise längere Warteschlangen (Verkehrsstaus) oder Umleitungen in Kauf zu nehmen, unterschiedlich hoch ist und durch die Verkehrsplanung berücksichtigt werden muss. Beim Berufsverkehr soll die Verkehrsplanung berücksichtigen, dass beispielsweise Autobahn- oder Straßenbaustellen während der Hauptverkehrszeit möglichst vermieden werden.
Die funktionale Teilung moderner Stadtentwicklung seit der Charta von Athen (CIAM) in Bildungs-, Arbeits- und Wohnbezirke hat dazu geführt, dass zu Arbeits- bzw. Schulbeginn und -ende viele Menschen auf den gleichen Wegen von bzw. zu ihren Wohnungen fahren müssen. Sowohl im öffentlichen als auch im individuellen Nahverkehr kommt es in Ballungszentren während dieser Zeiten zu einem sehr hohen Verkehrsaufkommen. Besonders an Verkehrsknotenpunkten und anderen Nadelöhren sowie bei Unfällen oder sonstigen Störungen kommt der Verkehr mit Straßenfahrzeugen häufig zum Erliegen.
International sind diese Phänomene deutlich ausgeprägter. Insbesondere dort, wo der öffentliche Personennahverkehr (ÖPNV) nicht angemessen ausgebaut ist, bricht der Kfz-Verkehr teilweise über Stunden zusammen. In einigen Metropolen wie beispielsweise Lagos entwickelten sich die Hauptverkehrsachsen im Berufsverkehr zu Handelsplätzen, auf denen go-slow-traders den Autofahrern ihre Waren anbieten. Entsprechende Ansätze, etwa Scheibenputzer an Ampeln, gibt es inzwischen auch in europäischen Städten. Aber auch der ÖPNV ist oftmals im Berufsverkehr überlastet, an der Oberfläche wird er zudem oft vom starken Individualverkehr behindert, wenn Busse oder Straßenbahnen keine eigene Fahrspur besitzen.